# 主要農作物種子法
主要農作物種子法（しゅようのうさくぶつしゅしほう、昭和27年5月1日法律第131号）は、主要農作物であるコメや大豆、麦など、野菜を除いた種子の安定的生産および普及を促進するため、米、大豆、麦の種子の生産について審査その他の措置を行うことを目的として制定された日本の法律である。通称は種子法。
2018年（平成30年）4月1日から廃止された。食糧難だった時代に制定されたが、大都市と農業県に国が一律に指導する形は廃止され、市町村など各地方自治体ごとに奨励品種への権限が委譲されるようになった。

## 概要
サンフランシスコ講和条約が発効された翌月である1952年（昭和27年）5月に制定された。コメや大豆、麦といった主要作物について、優良な種子の安定的な生産と普及を「国が果たすべき役割」と定めた法律である。都道府県による普及すべき優良品種（奨励品種）の選定や、その原原種および原種・一般種子の生産と安定供給に都道府県が責任を持つことが定められている。

## 構成
- 第1条 目的
- 第2条 定義
- 第3条 ほ場の指定
- 第4条 審査
- 第5条 ほ場審査証明書等の交付
- 第6条 都道府県の行う勧告等
- 第7条 原種及び原原種の生産
- 第8条 優良な品種を決定するための試験

## 廃止へ
2016年（平成28年）9月に政府の規制改革推進会議で課題として提起された。「自民党の小泉進次郎農林部会長が、農協の全国組織「全国農業協同組合連合会（全農）」に厳しい指摘を繰り返した。」とされている。
2017年（平成29年）3月23日（第193回国会）において、「主要農作物種子法を廃止する法律」が成立し、2018年（平成30年）4月1日をもって廃止されることが決まった。種子法の廃止は、小泉氏の実績となった。
政府は種子法について「既に役割を終えた」「国際競争力を持つために民間との連携が必要」と説明しており、廃止には種子生産に民間企業の参入を促す狙いがある。種子法の廃止など「戦後レジームからの脱却農政」と称される農政の大転換が行われた。

## 懸念と廃止後の対応
種子を公的に守る政策が放棄されるとの見方から、懸念として、主要農作物の種子の安定生産・安定供給に支障が出るのではないか、一部企業による種子開発や品種の独占、「稲などの種子が多国籍企業に独占される」、「多国籍企業に日本の食料を支配されることにつながり、これらの企業の世界食料支配戦略に加担することになる」、「食料主権が脅かされかねない」、「地域の種子の品質向上や安定供給のシステムが崩れかねない」、種子の価格上昇、「公的資金の支えによる品種育成がなくなれば、現在300種ある各地の米には消えるものが現れ、民間による種の私物化が進むのでは」などが提起された。また、種子法廃止が都道府県や農家への説明なしに唐突に示されたことに対する批判や戸惑いの声も存在する。市町村などの地方議会から国会に提出された意見書は50件を超える。
2017年（平成29年）11月15日には、種子法廃止に関して「稲、麦類及び大豆の種子について」と題した農林水産事務次官による通知が出された。これに対しては、「早くグローバル種子企業が儲けられる下地を農業・食品産業技術総合研究機構や都道府県が準備することを要請しているだけ」などの批判がある。
事務次官通知は種苗法改正への対応も含めて2021年4月1日付で改正され、稲・麦・大豆種子の安定供給が食料安全保障において重要であるとして、都道府県に対して、原種や原々種の圃場設置などによる種子についての知見維持、品種の海外流出防止などを求めた。農業が主要産業である地方自治体では、種子法が廃止された後も独自のシステムで原種の保管などこれまでの取り組みを継続するために、種子法と同様様の趣旨の内容を盛り込んだ種子条例を制定しており、2021年4月までに北海道と27県に達した。